# Nizza (vino)
Nizza è una DOCG riservata a un vino la cui produzione è consentita nella provincia di Asti

## Zona di produzione
La zona di produzione comprende l’intero territorio dei seguenti comuni: 
Agliano Terme, Belveglio, Bruno, Calamandrana, Castel Boglione, Castelnuovo Belbo, Castelnuovo Calcea, Castel Rocchero, Cortiglione, Incisa Scapaccino, Moasca, Mombaruzzo, Mombercelli, Nizza Monferrato, Rocchetta Palafea, San Marzano Oliveto, Vaglio Serra e Vinchio nella provincia di Asti.

## Storia
L'area in cui si produce l'uva Barbera destinata a divenire Nizza DOCG è la zona tradizionale di elezione per la coltivazione di questo vitigno e quindi da secoli è un importante mercato vinicolo in Piemonte.

Una lettera risalente al 1609 informa che il duca di Mantova aveva inviato alcuni assaggiatori 

## Tecniche di produzione
Sono iscrivibili a vigneto anche le sommità collinari e i versanti nord compresi fra -45° e +45° con terreni di pendenza non superiore all'8%; i filari devono essere a girapoggio; le forme di allevamento usuali sono controspalliere a potatura a Guyot o cordone speronato basso.
Le operazioni di vinificazione e di imbottigliamento devono essere effettuate all'interno della zona di produzione, ma è consentito effettuarle all'interno delle province di Cuneo, Asti e Alessandria. 
La scelta vendemmiale è consentita verso Barbera d'Asti, Monferrato rosso, Piemonte Barbera e rosso.
In cantina non è consentita alcuna forma di arricchimento, però è ammessa la colmatura con vino della stessa annata fino al 10% del totale durante l'invecchiamento.
In etichetta si deve indicare l'annata di produzione delle uve  si può usare il termine "Piemonte"
Per la chiusura delle bottiglie è escluso il tappo a corona; per la menzione "vigna" è obbligatorio il tappo di sughero.

## Disciplinare
La DOCG Nizza è stata istituita dallo scorporo dell'omonima sottozona dalla DOCG Barbera d'Asti con Regolamento di esecuzione 2019/953 della Commissione europea del 22 maggio 2019 pubblicato sul G.U.C.E. L 154 del 12.06.2019
- Successivamente è stato modificato con DM 15.03.2021 - G.U.C.E. n. C/251[1].

Le prime bottiglie sono state immesse sul mercato a partire dal mese di luglio del 2016.

## Tipologie
Sono previste le menzioni "riserva" e "vigna"

### vino
| uvaggio                        | Barbera 100% |                |
|                                | Nizza        | menzione vigna |
| titolo alcolometrico minimo    | 13,00% vol.  | 13,50% vol.    |
| acidità totale minima          | 5,00 g/l.    | 5,0 g/l        |
| estratto secco minimo          | 26,00 g/l    | 28 g/l         |
| resa massima di uva per ettaro | 70 q.        | 63 q.          |
| resa massima di uva in vino    | 70%          |                |

| invecchiamento | Nizza                     | Nizza riserva              |
|                | 18 mesi di cui 6 in legno | 30 mesi di cui 12 in legno |

#### Caratteri organolettici
Il vino Nizza risulta rosso rubino intenso tendente al rosso granato con l’invecchiamento, in particolare per la tipologia "riserva".
All'olfatto mostra intensi sentori di frutti di sottobosco, ciliegia, prugna, talvolta con impressioni floreali. Con l'invecchiamento acquisisce note di cacao, liquirizia e vaniglia.
La tipica acidità delle uve Barbera si riscontra molto attenuata dall'affinamento; il corpo è pronunciato.

#### Abbinamenti consigliati
Piatti di carne a cottura prolungata, come il guanciale o il brasato, e di selvaggina da pelo.